# أحداث القامشلي 2004
أحداث القامشلي 2004 كانت بمثابة انتفاضة كُرديّة إثر أعمال الشغب في مباراة كرة قدم في القامشلي، عندما بدأ بعض المشجعين العرب للفريق الضيف (الفتوة) في رفع صور صدام حسين، وهو إجراء أثار غضب الكرد مشجعو الفريق المضيف (الجهاد)، بسبب حملة الأنفال التي شنها صدام ضد كرد العراق. وقعت هذه الأحداث بتاريخ 12 مارس/آذار عام 2004م في مدينة القامشلي السوريّة، حيث اندلعت مواجهات عنيفة بين الكرد وبعض العشائر العربية سرعان ما تدخلت فيها قوات الأمن السوريّة، حيث قامت قوات الأمن السوري باعتقال الشبان الكرد (4000 شخص حسب بعض المصادر) بعد الاحتجاج على احداث العنف ضد المدنين في المناطق الكردية شمال سوريا. ثم امتدت الاضطرابات إلى بقية المناطق الكردية واستمرت 6 أيام.
بدأت المجموعتان في إلقاء الحجارة على بعضهما البعض، أحرق المتظاهرون الكرد المكتب المحلي لحزب البعث مما دفع قوات الأمن إلى التدخل. ورد الجيش السوري بسرعة ونشر قوات مدعومة بالدبابات والمروحيات وشن حملة قمع. وبلغت الأحداث ذروتها عندما أطاح الكرد في القامشلي بتمثال حافظ الأسد. قُتل ما لا يقل عن 30 كرديًا عندما أعادت الأجهزة الأمنية تأكيد سيطرتها على المدينة.
تعتبر هذه الأحداث من أسوأ الاضطرابات التي شهدتها مناطق شمال شرق سوريا في تلك الفترة، وكانت حصيلة المواجهات 40 قتيلا وفق مصادر كردية غير حكومية، و25 قتيلا وفق حصيلة رسمية سوريّة، ومئات الجرحى، ونحو 2000 معتقل كردي مع ادعاءات عن تعرضهم للتعذيب من قبل أجهزة الأمن السوري، وما رافقها من هجمة إعلامية موجهة.

## الخلفية
القامشلي هي أكبر مدينة في محافظة الحسكة، وتقع في شمال شرق سوريا. تعتبر العاصمة الكردية. كما أنها مركز التوتر الكردي السوري، خاصة في السنوات الأخيرة.
في عام 1962، قبل أكثر من أربعين عامًا، عندما قامت الحكومة السورية بإعداد إحصاء سكاني واستبعدت منه العديد من الكرد. ما خلّف عنه هو تركهم بدون جنسية والحق في الحصول على وظائف حكومية أو امتلاك عقارات. (؟) هذه الأقلية «الكردية» المتجاهلة الآن تتكون من مئات الآلاف من الكرد، الذين يحملون بطاقات هوية حمراء اللون «أجنبية» مدوّن عليها «مكتومي القيد». ومن بين الخطوات الأخرى التي اتخذتها الحكومة السورية والتي غذت التوترات، إعادة توطين العرب من مناطق أخرى من البلاد على طول الحدود في إيران والعراق وتركيا، تسمى الخطوة بالحزام العربي. والتي عززت الكراهية بين الكرد والعرب.
بعد العنف الذي دام لأيام في المناطق ذات الاغلبية الكردية في 2004، زار بشار الأسد المنطقة ودعا إلى «الوحدة الوطنية». ومن خلال هذا، أعرب عن أمله في تهدئة الخواطر واطلاق سراح ما يقارب 312 كردي الذين اعتقلوا على خلفية خروج المظاهرات واعتصامات آنذاك.

## الحدث
في 12 مارس «اذار» 2004، أثارت مباراة كرة قدم في القامشلي بين نادي محلي كردي «الجهاد» ونادي «الفتوة» من دير الزور في جنوب شرق سوريا اشتباكات عنيفة بين مشجعي الأطراف المتنازعة التي امتدت إلى شوارع المدينة. وبحسب ما ورد ركب مشجعو الفريق العربي حول المدينة في حافلة، وأهانوا الزعيم الكردي مسعود بارزاني وجلال طالباني ورفعوا صور الرئيس العراقي السابق صدام حسين، الذي ارتكب عدة مجازر بحق الكرد العراقيين في كل من «حملة الانفال» و«حلبجة» حسب تقارير اعلامية. وعلى الجانب الآخر رد المحتجين الكرد «مشجعي نادي الجهاد» لافتات مكتوب عليها «سنضحي بحياتنا من أجل بوش»، في إشارة إلى الرئيس الأمريكي جورج بوش، الذي غزا العراق في عام 2003، وأودع صدام وأثار صراعاً دموياً استمر لسنوات وادت بحياة بمئات الآلاف. تصاعدت التوترات بين المجموعتين، مما أجبر قوات الأمن الحكومية لقمع أعمال الشغب، مما أسفر عن مقتل ستة أشخاص، بينهم ثلاثة أطفال - جميعهم من الكرد.
أحرق المتظاهرون الكرد المكتب المحلي لحزب البعث، مما أدى إلى رد فعل قوات الأمن وقتل أكثر من 15 كردياً من المتظاهرين وإصابة أكثر من 100 شخص. وبلغت الأحداث ذروتها عندما قام الكرد في القامشلي بإسقاط تمثال حافظ الأسد. تدخل الجيش السوري بسرعة، ونشر الآلاف من القوات مدعومة بالدبابات وطائرات الهليكوبتر. قُتل ما لا يقل عن 30 كرديًا عندما استعادت أجهزة الأمن السيطرة على المدينة، واعتقل أكثر من 4000 كردياً في ذلك الوقت. نتج ذلك عن تحرك الكرد في باقي المدن والمناطق السورية إلى ان وصلت المظاهرات الكردية إلى العاصمة السورية دمشق، حيث تظاهر واعتصم الكرد السوريون المقيمون في دمشق رداً على حملات الاعتقالات التي شنتها قوات الأمن السوري مما أدى إلى اعتقال المزيد من الكرد في دمشق، اغلبهم طلبة وجامعيين.
كما وثق ناشطون محليون مقتل تسعة أكراد في ضاحيتي الأشرفية والشيخ مقصود في مدينة حلب، كما لقي ستة آخرون مصارعهم في قرية عفرين غرب حلب، إضافة إلى اثنين آخرين في رأس العين بالقرب من الحدود مع تركيا.

## مابعد عام 2004
بعد أحداث 2004 في القامشلي، فر الآلاف من الكرد السوريين إلى المنطقة الكردية في العراق. وأنشأت السلطات المحلية هناك ومفوضية الأمم المتحدة لشؤون اللاجئين ووكالات الأمم المتحدة الأخرى مخيم موقبالية في قاعدة عسكرية سابقة بالقرب من دهوك.
وبعد عدة سنوات، نقلت حكومة إقليم كردستان جميع اللاجئين، الذين وصلوا قبل عام 2005، إلى مساكن في مخيم ثانٍ، يُعرف باسم القامشلي. يتكون المخيم من مشروع سكني متواضع مع عشرات المنازل السكنية.
يضم المعسكر الأصلي في قلعة الجيش السابقة الآن حوالي 300 شخص. العديد من المنازل مصنوعة من كتل إسمنتية مغطاة بأقمشة مشمعة من البلاستيك. المراحيض والحمامات في مبانٍ منفصلة أسفل الشارع. توفر السلطات الكهرباء وشاحنات المياه والحصص الغذائية.
مظاهرات عام 2005
في يونيو 2005، تظاهر الآلاف من الكرد في القامشلي احتجاجًا على اغتيال الشيخ خزنوي، وهو رجل دين كردي في سوريا، مما أدى إلى مقتل شرطي وإصابة أربعة كرد. في مارس / آذار 2008، وفقاً لـ هيومن رايتس ووتش، فتحت قوات الأمن النار على الكرد الذين كانوا يحتفلون بعيد النورو «العيد القومي للكرد-عيد رأس السنة الكردية». مما اسفرت عن مقتل ثلاثة اشخاص كرد.
احتجاجات 2011 في القامشلي
مع اندلاع الثورة السورية، أصبحت مدينة القامشلي واحدة من ساحات الاحتجاج. ففي 12 مارس 2011 (قبيل اندلاع الثورة السورية بأيام) احتج آلاف من الكرد السوريين في القامشلي والحسكة بيوم الشهداء الكردي، وهو حدث سنوي منذ عام 2004 يحتج فيه الكرد السوريون إلى الوقت الحاضر. ومع اندلاع الثورة السورية في 15 مارس 2011 من درعا، أكمل الكرد السوريون تظاهراتهم تلبية لدرعا في وجه النظام السوري.
تمرد 2012
في عام 2012، شنت عناصر كردية مسلحة تمردًا في شمال وشمال غرب سوريا، بهدف استهداف قوات الحكومة السورية. في النصف الثاني من عام 2012، نتج عن التمرد أيضا اشتباكات بين المقاتلين الكرد ومقاتلي الجيش السوري الحر، وكلاهما يسعيان للسيطرة على المنطقة.